# ディラック賞
ディラック賞（ディラックしょう、Dirac Medal、ディラック・メダル）と呼ばれる著名な賞は4つあり、理論物理学、計算科学、数学の各分野において異なる組織によって授与されている。本項はその4つの賞を、便宜上、同一ページ内で解説するものである。

## ICTPのディラック・メダル
ICTPのディラック・メダル（Dirac Medal of the ICTP）とは、イギリスの物理学者ポール・ディラックを記念して、アブドゥッサラーム・国際理論物理学センター（Abdus Salam International Centre for Theoretical Physics, ICTP）によって授与される賞である。授与は、毎年8月8日（ディラックの誕生日）に行なわれる。1985年に創設された。
著名な科学者たちからなる国際委員会が候補者のリストから受賞者を選出する。ノミネートの条件は、理論物理または数学の分野で活動していることである。
ICTPのディラック・メダルはノーベル賞受賞者、フィールズ賞受賞者、ウルフ賞受賞者には与えられない。ただし、逆にこの賞を受けた後でこれらの賞を授与された人物は数人いる。
なお、受賞者は5000ドルの賞金も授与される。

### 受賞者
- 1985年 エドワード・ウィッテン、ヤーコフ・ゼルドビッチ
- 1986年 アレクサンドル・ポリャコフ、南部陽一郎
- 1987年 ブルーノ・ズミノ, ブライス・ドウィット
- 1988年 デイヴィッド・グロス、Efim S. Fradkin
- 1989年 ジョン・シュワルツ、マイケル・グリーン
- 1990年 Ludwig Faddeev, シドニー・コールマン
- 1991年 ジェフリー・ゴールドストーン、スタンレー・マンデリシュターム
- 1992年 ニコライ・ボゴリューボフ, ヤコフ・シナイ
- 1993年 ダニエル・Z・フリードマン（Daniel Z. Freedman）、Peter van Nieuwenhuizen, Sergio Ferrara
- 1994年 フランク・ウィルチェック
- 1995年 マイケル・ベリー
- 1996年 マルティヌス・フェルトマン、トゥーリオ・レッジェ
- 1997年 デイヴィッド・オリーヴ、ピーター・ゴダード（Peter Goddard）
- 1998年 Roman Jackiw, スティーヴン・L・アドラー（Stephen L. Adler）
- 1999年 ジョルジョ・パリージ
- 2000年 ヘレン・クイン、ハワード・ジョージ、Jogesh Pati
- 2001年 ジョン・ホップフィールド
- 2002年 アラン・グース、アンドレイ・ドミトリエヴィチ・リンデ、ポール・スタインハート
- 2003年 Robert Kraichnan, Vladimir E. Zakharov
- 2004年 Curtis Callan, ジェームズ・ビョルケン
- 2005年 李雅達（Patrick A. Lee）、サム・エドワーズ
- 2006年 ペーター・ツォラー
- 2007年 John Iliopoulos, ルチャーノ・マイアーニ
- 2008年 ジョセフ・ポルチンスキー ,フアン・マルダセナ、カムラン・ヴァッファ
- 2009年 ロベルト・カー、 Michele Parrinello
- 2010年 ニコラ・カビボ、ジョージ・スダルシャン
- 2011年 Édouard Brézin、 ジョン・カーディ、 Alexander Zamolodchikov
- 2012年 ダンカン・ホールデン、チャールズ・L・ケーン、張首晟
- 2013年 トマス・キブル、 ジェームズ・ピーブルス、 マーティン・リース
- 2014年 Ashoke Sen、 アンドリュー・ストロミンガー、 ガブリエーレ・ヴェネツィアーノ
- 2015年 アレクセイ・キタエフ、Gregory W. Moore、Nicholas Read
- 2016年 ネーサン・サイバーグ、Mikhail Shifman、Arkady Vainshtein
- 2017年 チャールズ・ベネット、デイヴィッド・ドイッチュ、ピーター・ショア
- 2018年 Subir Sachdev、Đàm Thanh Sơn、文小剛
- 2019年 Viatcheslav Mukhanov、アレクセイ・スタロビンスキー、ラシード・スニャーエフ
- 2020年 André Neveu、Pierre Ramond、Miguel Virasoro
- 2021年 Alessandra Buonanno、チボー・ダムール、Frans Pretorius、Saul Teukolsky
- 2022年  Joel L. Lebowitz、エリオット・H・リーブ、ダヴィッド・ルエール
- 2023年 Jeffrey A. Harvey、Igor Klebanov、Stephen Shenker、レオナルド・サスキンド
- 2024年 Horacio Casini、Marina Huerta、笠真生、高柳匡
- 2025年 Gary Gibbons、Gary Horowitz、ロイ・カー、Robert Wald

## ポール・ディラック賞
ポール・ディラック賞（Paul Dirac Medal and Prize）は、英国物理学会（The Institute of Physics）によって、例年「理論物理学（数理物理学、計算物理学を含む）への顕著な貢献」に対して授与される賞。副賞は銀箔の貼られたメダルと1000ポンドである。この賞は英国物理学会によって1985年までには企画され、1987年から実行に移された。

### 受賞者
- 1987年 スティーヴン・ホーキング
- 1988年 ジョン・スチュワート・ベル
- 1989年 ロジャー・ペンローズ
- 1990年 マイケル・ベリー
- 1991年 ルドルフ・パイエルス
- 1992年 アンソニー・レゲット
- 1993年 デイヴィッド・J・サウレス
- 1994年 Volker Heine
- 1995年 Daniel Frank Walls
- 1996年 ジョン・ペンドリー
- 1997年 ピーター・ヒッグス
- 1998年 デイヴィッド・ドイッチュ
- 1999年 Ian Percival
- 2000年 ジョン・カーディ
- 2001年 Brian Ridley
- 2002年 John Hannay
- 2003年 Christopher Hull
- 2004年 マイケル・グリーン
- 2005年 John Ellis
- 2006年 Mike Gillan
- 2007年 David Sherrington
- 2008年 Bryan Webber
- 2009年 マイケル・ケイツ
- 2010年 James Binney
- 2011年 Christopher Isham
- 2012年 Graham Garland Ross
- 2013年 Stephen M. Barnett
- 2014年 Tim Palmer
- 2015年 ジョン・D・バロウ
- 2016年 Sandu Popescu
- 2017年 Michael Duff
- 2018年 John Chalker
- 2019年 Richard Keith Ellis
- 2020年 Carlos S Frenk
- 2021年 Steven Balbus
- 2022年 Michael William Finnis
- 2023年 Gavin P Salam

## WATOCのディラック・メダル
ディラックメダル（Dirac Medal）はThe World Association of Theoretical and Computational Chemists（理論化学者・計算化学者の世界協会、WATOC）が毎年「全世界の、40歳未満の傑出した計算化学者」に贈る賞である。1998年に開始された。

### 受賞者
- 1998年 Timothy J. Lee
- 1999年 Peter Gill
- 2000年 Jiali Gao
- 2001年 Martin Kaupp
- 2002年 Jerzy Cioslowski
- 2003年 Peter Schreiner
- 2004年 Jan Martin
- 2005年 Ursula Roethlisberger
- 2006年 Lucas Visscher
- 2007年 Anna Krylov
- 2008年 Kenneth Ruud
- 2009年 Jeremy Harvey
- 2010年 Daniel Crawford
- 2011年 Leticia González
- 2012年 Paul Ayers
- 2013年 Leticia González
- 2014年 Denis Jacquemin
- 2015年 Edward Valeev
- 2016年 Johannes Neugebauer
- 2017年 Francesco Evangelista
- 2018年 Erin Johnson
- 2019年 前田理
- 2020年 Alexandre Tkatchenko
- 2021年 Edit Mátyus
- 2022年 Katharina Boguslawski
- 2023年 Thomas Jagau
- 2024年 Alexander Sokolov
- 2025年 Giuseppe Barca

## ディラック・メダル記念講座
ディラック・メダル記念講座（The Dirac Medal and Lecture）は年に1度、著名な理論物理学者を招いてニューサウスウェールズ大学で行われる講座。この記念講座は1979年に始まり、講演者には銀メダルが授与される。

### 受賞者
- 1979年 ハンス・アルヴェーン
- 1981年 John Clive Ward
- 1983年 ニコラス・ブルームバーゲン
- 1985年 David Pines
- 1987年 ロバート・ホフスタッター
- 1988年 クラウス・フォン・クリッツィング
- 1989年 カルロ・ルビア、ケネス・ウィルソン
- 1990年 ノーマン・ラムゼー
- 1991年 ハーバート・ハウプトマン
- 1992年 ヴォルフガング・パウル
- 1996年 エドウィン・サルピーター
- 1998年 デイヴィッド・ドイッチュ
- 2002年 Heinrich Hora
- 2003年 Edward Shuryak
- 2004年 Iosif Khriplovich
- 2006年 ロジャー・ペンローズ
- 2008年 Harald Fritzsch
- 2010年 E. C. George Sudarshan
- 2011年 ロバート・メイ
- 2012年 ブライアン・P・シュミット
- 2013年 Michael Pepper
- 2014年 セルジュ・アロシュ
- 2015年 Subir Sachdev
- 2016年 Kenneth Freeman
- 2017年 Boris Altshuler
- 2019年 レネ・ハウ
- 2020年 Susan M. Scott
- 2023年 Klaus Mølmer